# Myophoria
Myophoria is een uitgestorven geslacht van tweekleppigen uit de familie van de Myophoriidae.

## Soorten
- Myophoria pesanseris (Schlotheim, 1820) †
- Myophoria vulgaris (Schlotheim, 1820) †